# Mamadali Mahmoudov
Mamadali Mahmoudov, également connu sous le nom de Evril Touran, est un écrivain ouzbek (d'abord soviétique), né le 12 décembre 1940  dans la région de Djizzak.
Après avoir exercé plusieurs métiers (berger, mécanicien…), il commence une carrière littéraire à 27 ans, d'abord comme critique littéraire avant de publier dans des périodiques et d'étudier le journalisme à l'université de Tachkent. Devenu journaliste et écrivain, il côtoie de grands noms comme la poétesse Zoulfia ou les écrivains Charaf Rachidov et Odil Yoqoubov. En 1977, son ouvrage Le Loup de Bogdon fait de lui le premier écrivain à souhaiter l'indépendance de l'Ouzbékistan. Il est ainsi régulièrement la cible d'interrogatoires du KGB durant les années 1980 et est contraint de laisser son poste de secrétaire de l'Union des écrivains d'Ouzbékistan après avoir dénoncé certains agissements de Islam Karimov, à l'époque premier secrétaire du parti communiste ouzbek.
Ses agissements, ainsi que sa sympathie pour le parti d'opposition Erk après l'indépendance de l'Ouzbékistan, lui ont donc attiré les foudres de Karimov, devenu le chef du pays après l'indépendance. Mahmoudov a donc été une première fois emprisonné entre le 30 décembre 1994 et le 9 août 1996 pour « élaboration et diffusion de matériel pornographique ». Il est ensuite de nouveau arrêté à la suite des attentats du 16 février 1999, avant d'être condamné le 18 août seulement à 14 ans de prison pour des motifs fictifs de complot et d'organisation de malfaiteurs.
Il a été libéré de camp le 19 avril 2013 alors qu'il venait d'être condamné le 8 avril à trois[Quoi ?] de privation de liberté de plus pour r« efus de se conformer à une demande légitime de l'administration »[réf. nécessaire].

## Ouvrages
- Mon Bogdon, 1974 (recueil de récits)
- L'Antilope des montagnes, 1974 (recueil d'esquisses)
- Le Loup de Bogdon, 1977
- La Montagne éternelle, 1981 (traduction française en 2008)
- Le Loup bleu, 1992

## Distinctions
- Prix Tchulpon en 1992
- Prix du Pen Club/Barbara Goldsmith pour la liberté d'écrire en 2001

## Sources
- Biographie sommaire par Philippe Frison en annexe de la traduction française de La Montagne éternelle (Éditions de l'Aube, 2008)